# Jake Hastie
Jake Hastie (* 18. März 1998 in Law) ist ein schottischer Fußballspieler, der bei Ayr United unter Vertrag steht.

## Karriere

### Verein
Jake Hastie wurde im Jahr 1998 in der schottischen Kleinstadt Law in der Region South Lanarkshire geboren. Im Jahr 2015 kam Hastie in die U17 des FC Motherwell. Am 15. Oktober 2016 kam er zu seinem ersten Ligaeinsatz für die erste Mannschaft, als er in der Scottish Premiership gegen Celtic Glasgow für Ross MacLean eingewechselt wurde. Bis zum Ende der Saison 2016/17 kam er zu zwei weiteren Einsätzen als Einwechselspieler gegen Heart of Midlothian und den FC Kilmarnock. Von August 2017 bis Juni 2018 wurde er an den Airdrieonians FC in die dritte schottische Liga verliehen. Als Stammspieler absolvierte er für den Verein aus North Lanarkshire 31 Ligaspiele und erzielte dabei zwei Tore. Im Juli 2018 folgte eine halbjährige Leihe zu Alloa Athletic. Nach seiner Rückkehr nach Motherwell konnte sich Hastie ab Januar 2019 einen Stammplatz erkämpfen.
Im Mai 2019 unterschrieb Hastie einen Vorvertrag bei den Glasgow Rangers der ab der Saison 2019/20 lief. Hastie wurde nach seiner Verpflichtung direkt weiter an Rotherham United verliehen. In der Saison 2020/21 folgte eine Leihe an seinen Heimatverein FC Motherwell.

### Nationalmannschaft
Im März 2019 debütierte Hastie in der schottischen U-21-Nationalmannschaft gegen Mexiko.